# Чокто (народ)
Чокто (енгл. Choctaw), су једно од најславнијих народа америчких Индијанаца породице Мускоги у подручјима северноамеричког југоистока на подручју Мисисипија и Алабаме. Према старим предањима некад су чинили један народ са Чикасоима, од којих су се одвојили. Данас живе у Оклахоми и по резерватима у Мисисипију, Алабами и Луизијани.

## Име
Име Чокто није тачно разјашњено. У сваком случају ово племе вршило је деформацију лобање па су их Чипева Индијаци прозвали именом Пљосната глава или Флат хедс. Назив Флат Хедс још је једно име због обичаја који су вршили над маленом децом, односно бебама. Постоји и мишљење да је та реч дошла од шпанског чато, исто у значењу пљосната глава.
Чокто Индијанци су били подељени на 3 локална племена, то су западни, североисточни и југоисточни или јужни Чокто.

## Историја
Средином 18. века Чокто живе у неких 60 или 70 села дуж река Перл, Чикасавај и Паскагоула, а има их око 20.000. Њихове куће биле су колибе од балвана или коре, облепљене блатом и прекривене сламом. Били су напредни фармери у чему су се истицали међу Југоисточним Индијанцима, а производили су чак и вишкове намењене трговини. Кукуруз, пасуљ и тиква, познати међу Индијанцима као 'три сестре', биле су њихове главне културе. Уз ово бавили су се и ловом и риболовом. Јелен и медвед били су главна и најважнија ловина Чокта.
Доласком европских насељеника Чокти су били на страни Француза у борби против Енглеза и других индијанских племена. Након француског пораза у Француском и индијанском рату (1754—1763), Чокти препуштају своју земљу САД и прелазе реку Мисисипи. У 19. веку у Европи расте велика потражња за памуком, и појачава се притисак за аквизицијом чокташке земље, па они 1820. препуштају 20.234 km² (5.000.000 акара) у западном делу средишњег Мисисипија. Заједно са Маскогијима (Крицима), Чирокијима, Чикасама и делом Семинола протерани су 1830.-тих на подручје садашње Оклахоме. Овде ће наредне три четвртине столећа свако племе имати властиту квази-аутономну управу насталу по моделу на Сједињене Државе. Права су им делом укинута 1906. године, али још постоји у ограниченом облику. Како се Индијанска територија припремала да 1907. постане држава, земља је Индијанцима додељена појединачно, а остатак је отворен за насељавање белих досељеника.
Били су прво од „Пет цивилизованих племена“ који су пресељени са југоистока САД, јер су савезне и локалне владе желеле индијанске земље за ширећу англо-заједницу. Заједно са племенима Крик, Чироки, Чикаса и Семиноле, покушали су обновити свој традиционални начин живљења и владу у новој домовини. Чокти, који су били присилно пресељени на Индијанску територију (данашња Оклахома) између 1831. и 1838, организовали су се као Чокта народ Оклахоме. Они који су потписали члан 14 Споразума на Дансинг Ребит Крику, касније су формирали „Мисисипи заједницу Чокто индијанаца“.
1831. су десетине хиљада Чокта прешли пут дуг 800 km у Оклахому, познат као Стаза суза, при чему су многи помрли. Пресељавања су трајала до почетка 20. века. До почетка 20. века, Чокто су изгубили већи део суверенитета и племенских права у припреми Индијанских територија, који је постао држава Оклахома 1907. године.

## Структура друштва
Организација Чокта била је по братствима или клановима. Свако братство и по четири клана које је обухватало били су егзогамни и матрилинеарни, односно женидба унутар истих није била дозвољена, а наслеђивала се по мајчиној линији. Наследство и положај поглавице наследан је унутар рода. Сродни Чокто индијанци организовани су на исти начин, по именованим братствима, али су називи кланова код њих другачији.

## Чокто Индијанци данас
Познати су по неколико ствари.
У 19. веку су били познати као једно од пет цивилизованих племена јер су у прихватили бројна културна и технолошка достигнућа европских досељеника.
Запамћени су и по великодушности, када су дали хуманитарну помоћ за време велике глади у Ирској 1845—1849, двадесет година пре него је основан Црвени крст. Прославили су се и у светским ратовима, због њихове улоге у јединицама за везу. Наиме, њихов језик је говорило врло мало људи, тако да није требало развијати сложени кôдни систем, а био је јако тешко разумљив и неразговетан слушаоцима, тако да су непријатељски декодери били остајали немоћнима у покушају превођења њихових порука.
Данас су организовани у две главне одвојене групе, то је племе у Мисисипију и друга, народ у Оклахоми. Остале групе су у Луизијани, и у Алабами.
Број Чокто индијанаца почетком 18. века износио је око 19.000. Након асимилације околних суседних племена, као и великог броја и црнаца и белаца, почетком 20. века. броје око 59.000 душа, од чега оу 40.000 у Оклахоми. Остали су насељени по резерватима других држава, и то 6.000 у Алабами, 4.000 у Луизијани и 9.000 у Мисисипију.